# Shamil Isáyev
Shamil Isáyev –en ruso, Шамиль Исаев– (31 de enero de 1976) es un deportista ruso que compitió en lucha libre. Ganó una medalla de bronce en el Campeonato Europeo de Lucha de 1999, en la categoría de 85 kg.

## Palmarés internacional
| Campeonato Europeo | Campeonato Europeo  | Campeonato Europeo | Campeonato Europeo |
| Año                | Lugar               | Medalla            | Categoría          |
| ------------------ | ------------------- | ------------------ | ------------------ |
| 1999               | Minsk (Bielorrusia) | Medalla de bronce  | 85 kg              |